# Iurceni, Nisporeni
Iurceni este satul de reședință al comunei cu același nume  din raionul Nisporeni, Republica Moldova.

## Demografie
La recensământul din anul 2004,  populația satului constituia 1932 de oameni, dintre care 938 - bărbați și 994 - femei.

### Structura etnică
Structura etnică a localității conform recensământului populației din 2004:
| Grup etnic                           | Populație | % Procentaj |
| ------------------------------------ | --------- | ----------- |
| Băștinași declarați Moldoveni/Români | 1913      | 93,94%      |
| Ruși                                 | 8         | 0,41%       |
| Ucraineni                            | 7         | 0,36%       |
| Bulgari                              | 3         | 0,16%       |
| Altele                               | 1         | 0,05%       |
| Total                                | 1 932     | 100%        |